# Високошвидкісна залізниця Медина — Мекка
Високошвидкісна залізниця Медина — Мекка — високошвидкісна залізниця завдовжки 453 км, що сполучає мусульманські священні міста Медина і Мекка через економічне місто Короля Абдулли у Саудівській Аравії. Має 449,2 км основної лінії та 3,75 км відгалуження до міжнародного аеропорту короля Абдул-Азіза у Джидді.
Залізнична лінія має на меті забезпечити безпечне та зручне залізничне сполучення зі швидкістю 300 км/годину. Будівництво залізниці розпочалося у березні 2009 року, і було офіційно відкрито 25 вересня 2018 року Лінія була відкрита для громадськості 11 жовтня 2018 року з відправлення перших двох поїздів, кожен з яких мав 417 пасажирів, що виїжджали з Мекки та Медини о 8 ранку. За словами міністра транспорту Саудівської Аравії та голови Генеральної служби транспорту Набіла Аль-Амуді, залізниця має перевозити 60 мільйонів пасажирів на рік, серед них близько 3-4 мільйонів, прочан хаджа та умри, та допоможе прибрати пробки на дорогах. 

## Проєкт
Двоколійна електрифікована, проектна швидкість становить 320 км/годину. Робоча швидкість - 300 км/годину, а поїздка на дільниці завдовжки 78 км між Джиддою та Меккою займає 43 хвилини, а повна подорож між Меккою та Мединою 449 км близько 2 годин. Траса, рухомий склад і станції призначені для роботи у діапазоні температур від 0° C до 50° C Очікується, що залізниця буде транспортувати 60 мільйонів пасажирів на рік на 35 поїздах, місткість яких становить 417 пасажирів на поїзд

## Рухомий склад
36 потягів Renfe Class 102 поставлені для обслуговування лінії.